# Dignitas (организация)
«Dignitas» (с лат. — «достоинство») — швейцарская некоммерческая организация, в которой смертельно больные люди и люди с тяжёлыми невыносимыми формами инвалидности получают возможность закончить жизнь, совершив ассистируемое самоубийство (англ. аssisted suicide), обычно путём принятия смертельного вещества.

## История и деятельность
Организация Dignitas была основана в 1998 году швейцарским юристом Людвигом Минелли. Швейцарские законы устанавливают, что оказание помощи в самоубийстве незаконно только в случае, если мотивировано личным интересом.
Эвтаназия, выполняемая врачом, запрещена законами Швейцарии, но ассистируемое самоубийство разрешено, если желающий совершить его принимает решение полностью осознанно (по заключению психиатра), самостоятельно, и если неизлечимость и тяжесть болезни подтверждены независимой экспертизой.
Перед процедурой завершения жизни желающий должен провести не менее двух разделённых по времени консультаций со специалистами «Dignitas». Однако по статистике организации около 70 % из тех, чьи медицинские показания к процедуре были подтверждены независимой экспертизой, не возвращаются для второго собеседования. По утверждению руководителя «Dignitas» Людвига Минелли, для таких людей эта возможность нужна скорее как страховка, на случай если их заболевание станет невыносимым..
Процедура может проходить на дому (для постоянных жителей Швейцарии) или в помещении, арендованном «Dignitas», при помощи двух работников организации. Смертельное вещество приготовляется ими на месте. Процедура снимается на видеокамеру, видеозапись затем предъявляется полиции. Желающий закончить жизнь должен перед камерой ещё раз подтвердить осознанность и добровольность своего поступка, после чего при готовности он может выпить смертельный препарат. После констатации смерти сотрудник «Dignitas» вызывает полицию, которая проводит расследование и проверяет законность произошедшего.
Организация взимает плату за свои услуги, по некоторым источникам, — от 4 до 7 тыс. евро.

## Референдум
По результатам двух референдумов, состоявшихся 15 мая 2011 года, граждане кантона Цюрих подавляющим большинством голосов отвергли призывы запретить ассистированный суицид и признать процедуру незаконной для нерезидентов. Из более чем 278 000 поданных голосов 85% проголосовавших отказались запретить ассистированный суицид, а 78% отказались признать процедуру незаконной для нерезидентов.

## Суицидальный туризм
Несмотря на то, что в Dignitas за ассистированным суицидом в основном обращаются граждане Германии, по состоянию на август 2015 года приблизительно 300 граждан Великобритании посетили Швейцарию, чтобы уйти из жизни в одной из арендуемых Dignitas квартир в Цюрихе. По данным самой организации, с момента её основания и по конец 2018 года, россиян среди клиентов Dignitas было трое. Два осуществили ассистированное самоубийство в 2014 году и один в 2018 году.

## Стоимость и финансирование
Согласно официальному сайту, по состоянию на 2017 год организация Dignitas взимает с пациентов 7000 швейцарских франков за подготовку и проведение процедуры ассистированного суицида или 10 500 швейцарских франков, если организация дополнительно берет на себя все необходимые похоронные и административные мероприятия. Известны случаи, когда Dignitas не взимала некоторые платежи с пациентов, находившихся в сложном финансовом положении. Согласно швейцарскому законодательству, Dignitas ведет деятельность как некоммерческая организация, однако не раскрывает свою финансовую отчетность публично, что вызвало критику с некоторых сторон.

## Сроки
Прохождение всех этапов подготовки к процедуре ассистированного суицида занимает в среднем 3-4 месяца с момента первого контакта с организацией до момента фактического осуществления этой процедуры.